# Стадион Сою
«Стадион Сою» (яп. ソユースタジアム) — стадион, расположенный в городе Акита, префектура Акита, Япония. Является домашней ареной клуба Джей-лиги «Блаублиц Акита». Стадион вмещает 20 125 зрителей.

## История
Стадион был открыт в сентябрь 1941 года. В 2019 году стадион был подвергнут реконструкции, чтобы соответствовать стандартам Второй дивизион Джей-лиги. В 2019 году на стадионе появилось электронное табло.